# Nechvalice
Nechvalice är en ort i Tjeckien.   Den ligger i regionen Mellersta Böhmen, i den centrala delen av landet, 60 km söder om huvudstaden Prag. Nechvalice ligger 483 meter över havet och antalet invånare är 602.
Terrängen runt Nechvalice är platt åt sydväst, men åt nordost är den kuperad. Terrängen runt Nechvalice sluttar norrut. Runt Nechvalice är det ganska glesbefolkat, med 28 invånare per kvadratkilometer. Närmaste större samhälle är Sedlčany, 9,6 km norr om Nechvalice. Omgivningarna runt Nechvalice är en mosaik av jordbruksmark och naturlig växtlighet.

## Galleri

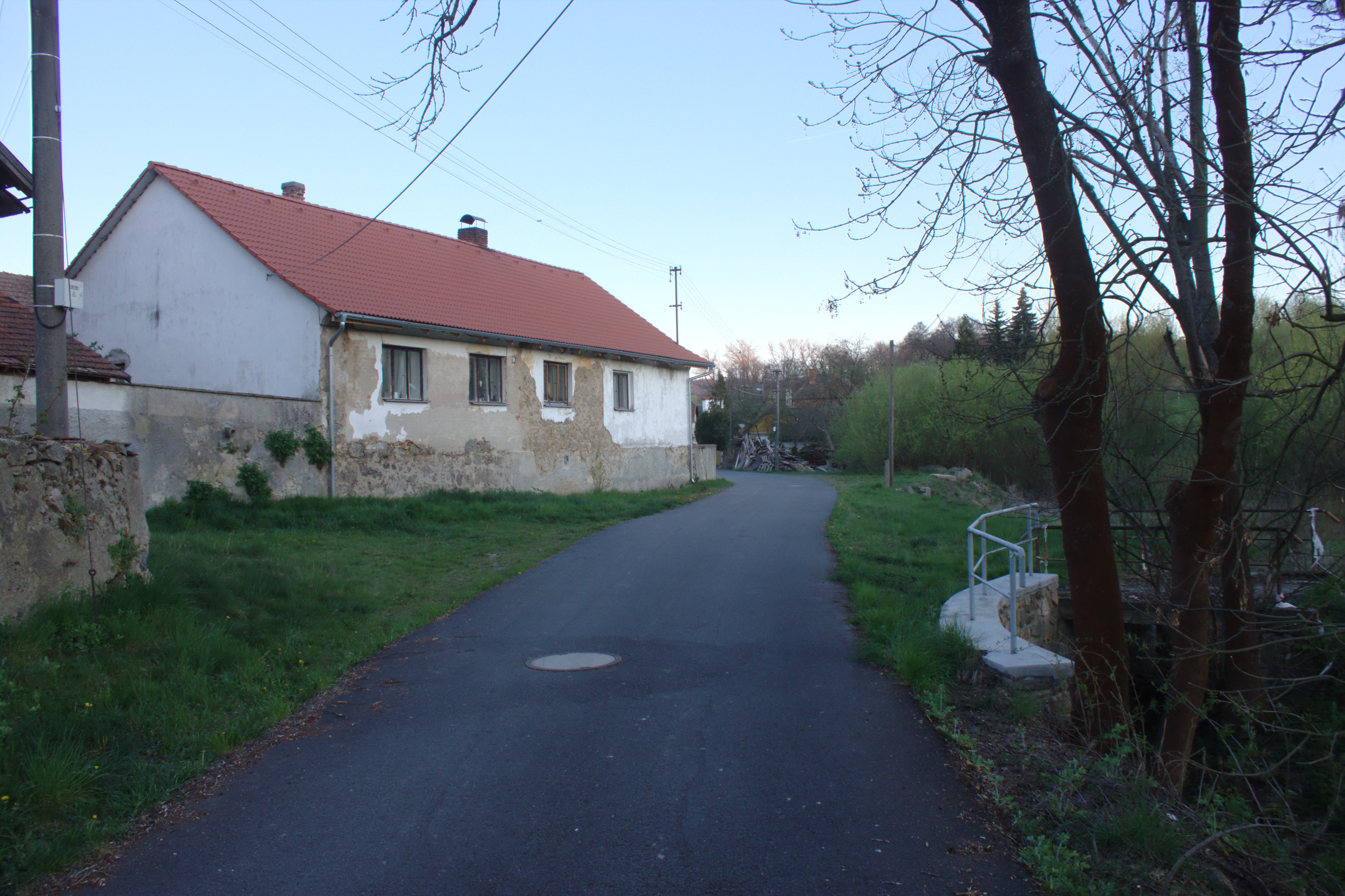
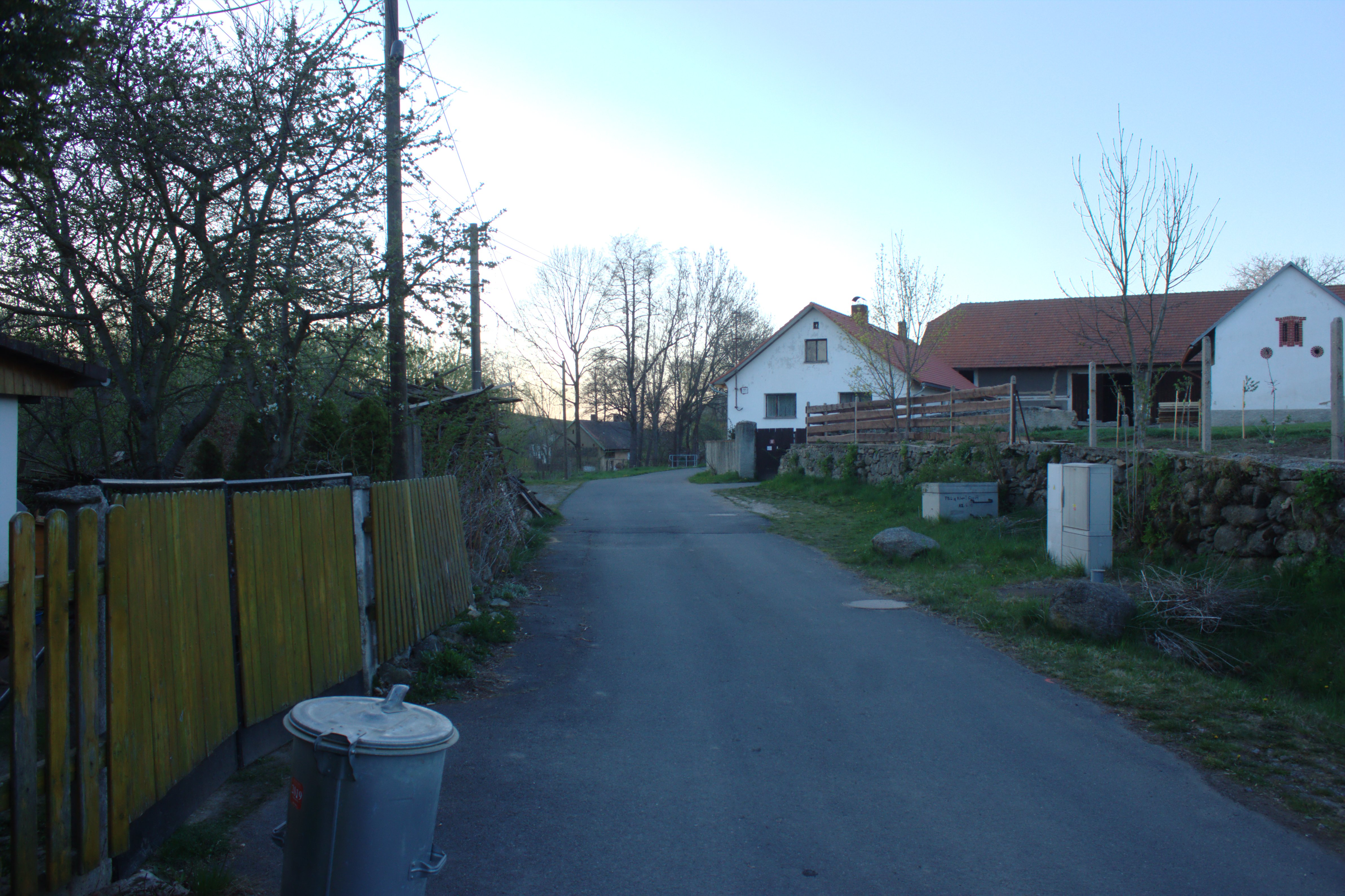
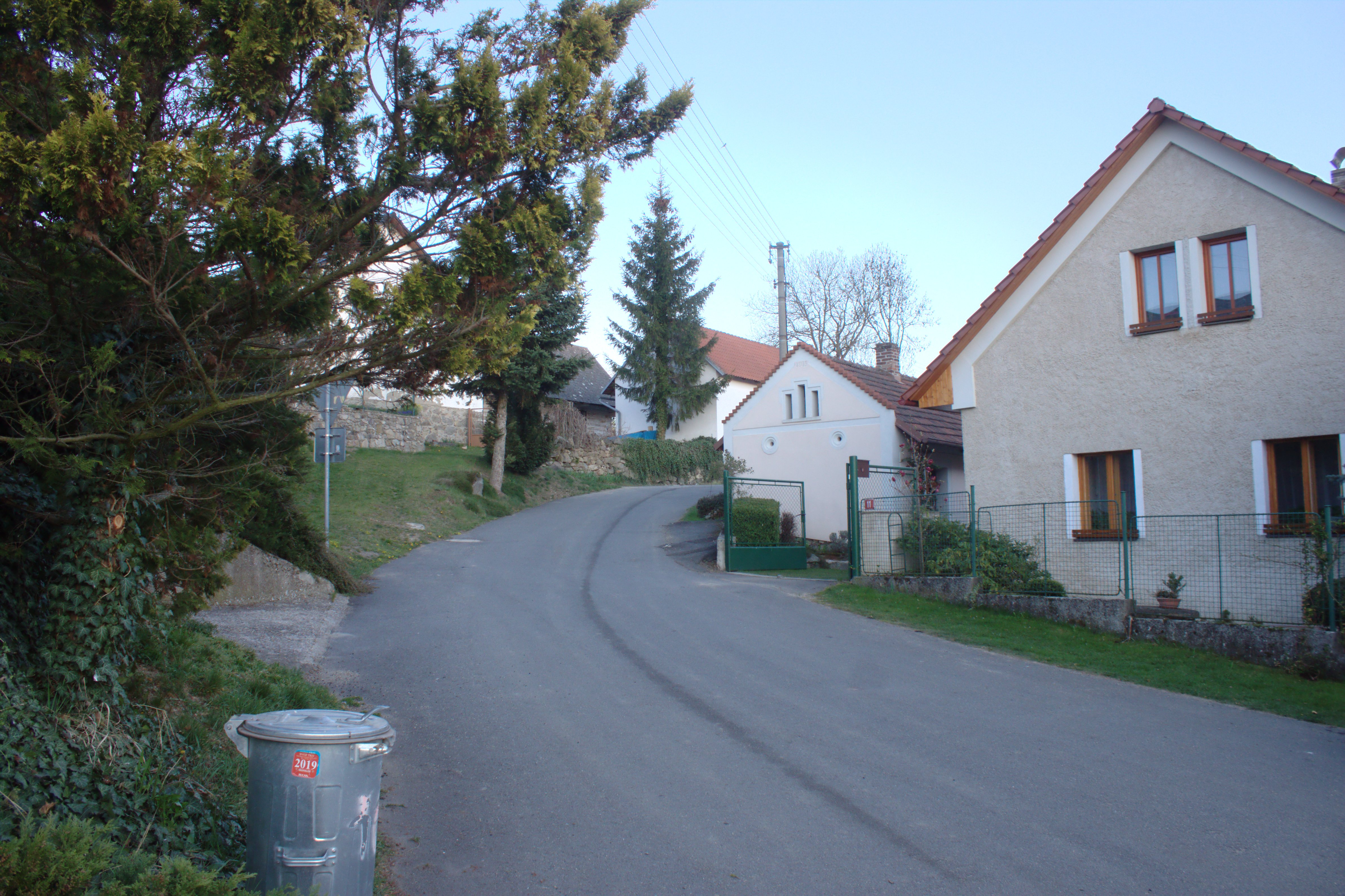